# تیولنوو
تیولنوو (به لاتین: Tyulenovo) یک سکونتگاه مسکونی در بلغارستان است که در استان دوبریچ واقع شده‌است.